# مرکز اروپایی نظارت بر مواد مخدر و اعتیاد
مرکز اروپایی نظارت بر مواد مخدر و اعتیاد به مواد مخدر (ائ‌ام‌سی‌دی‌دی‌اِی) (به انگلیسی: European Monitoring Centre for Drugs and Drug Addiction (EMCDDA)) یک آژانس اتحادیه اروپا واقع در لیسبون، پرتغال است که در سال ۱۹۹۳ تأسیس شده. در ژوئن ۲۰۲۲ شورای اتحادیه اروپا اصلاحاتی را در این سازمان تصویب کرد که منجر به تمدید مأموریت آن و تغییر نام آن یه «آژانس مواد مخدر اتحادیه اروپا» می‌شود.
ائ‌ام‌سی‌دی‌دی‌اِی در تلاش است تا برای کشورهای عضو اتحادیه اروپا، «نقطه مرجعی» در مصرف مواد مخدر باشد و «اطلاعات واقعی، عینی، قابل اعتماد و قابل مقایسه» را در مورد مصرف مواد مخدر، اعتیاد به مواد مخدر و عوارض بهداشتی مرتبط با آن از جمله هپاتیت، اچ‌آی‌وی/ایدز و سل ارائه دهد. گرچه ائ‌ام‌سی‌دی‌دی‌اِی در درجه اول به اروپا خدمت می‌کند، اما با سایر شرکا، دانشمندان و سیاست‌گذاران در سراسر جهان نیز کار می‌کند.

## مأموریت و نقش

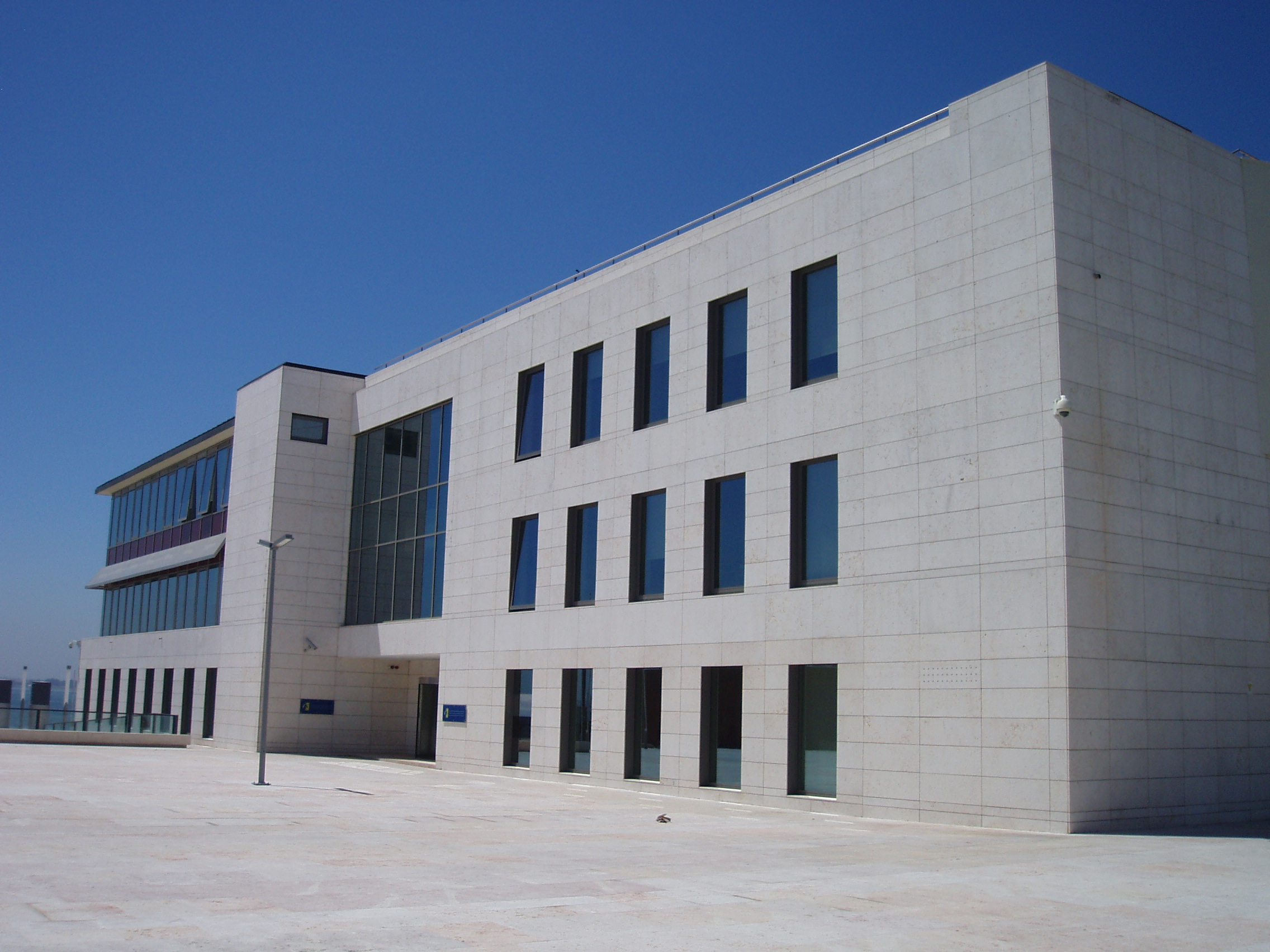
یکی از دو ساختمان آژانس EMCDDA در لیسبون

ائ‌ام‌سی‌دی‌دی‌اِی بر این اصل بنا شد که تحقیقات علمی مستقل «منبعی حیاتی برای کمک به اروپا برای درک ماهیت مشکلات مربوط به مواد مخدر و پاسخ بهتر به آنها» است.
ماموریت‌های اعلام شده این سازمان عبارتند از:
- ارائه اطلاعات واقعی، عینی، قابل اعتماد و قابل مقایسه در سطح اروپا در مورد مواد مخدر و اعتیاد به مواد مخدر و پیامدهای آن به جامعه و کشورهای عضو اتحادیه اروپا.
- جمع‌آوری، ثبت و تجزیه و تحلیل اطلاعات در مورد «روندهای نوظهور»، به ویژه در مصرف چند-دارو، و استفاده ترکیبی از مواد روانگردان غیرمجاز و غیرقانونی.
- ارائه اطلاعات در مورد بهترین شیوه‌ها در کشورهای عضو اتحادیه اروپا و تسهیل تبادل چنین رویه‌هایی بین آنها[۷]

در میان گروه‌های هدف این مرکز، سیاست‌گذارانی هستند که از این اطلاعات برای کمک به تدوین استراتژی‌های منسجم در سطح ملی و اتحادیه اروپا برای مواد مخدر استفاده می‌کنند. در کنار آن این مرکز به متخصصان و محققانی که در زمینه مواد مخدر و به‌طور گسترده‌تر، رسانه‌های اروپایی و عموم مردم کار می‌کنند، خدمت می‌رساند.

## شبکه، گزارش‌ها و مشارکت‌ها
مرکز اطلاعات را عمدتاً از «شبکه Reitox» به دست می‌آورد: گروهی از نقاط کانونی در هر یک از ۲۸ کشور عضو اتحادیه اروپا، نروژ، کشورهای نامزد اتحادیه اروپا و در کمیسیون اروپا. این شبکه انسانی و رایانه‌ای سیستم‌های اطلاعات ملی ۲۸ کشور عضو، نروژ و شرکای کلیدی آنها را به EMCDDA پیوند می‌دهد و به عنوان یک ابزار عملی برای جمع‌آوری و تبادل داده‌ها و اطلاعات عمل می‌کند.
گزارش سالانه وضعیت معضل مواد مخدر در اتحادیه اروپا و نروژ و یک بولتن آماری آنلاین است که مروری سالانه از آخرین وضعیت و روندهای مواد مخدر اروپا را ارائه می‌دهد.
ائ‌ام‌سی‌دی‌دی‌اِی با کشورهای خارج از اتحادیه اروپا و نهادهای بین‌المللی مانند برنامه بین‌المللی کنترل مواد مخدر سازمان ملل متحد، سازمان بهداشت جهانی، گروه پمپیدو شورای اروپا، سازمان جهانی گمرک، پلیس بین‌المل و اداره پلیس اروپا همکاری می‌کند.

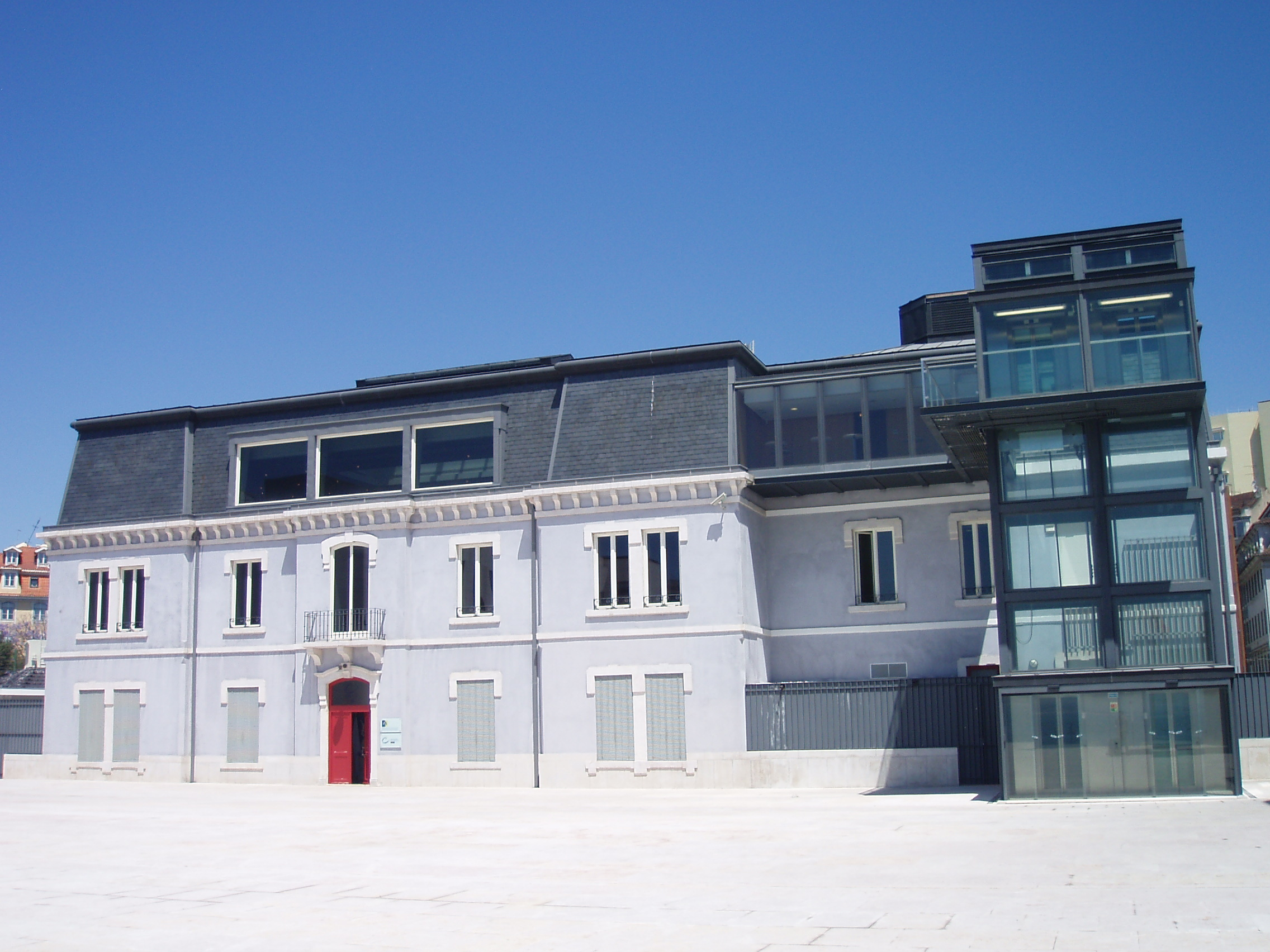
Palacete do Relógio - یکی از دو ساختمان آژانس در لیسبون

## ارزیابی انتقادی
ائ‌ام‌سی‌دی‌دی‌اِی فعالانه بر اساس داده‌های جمع‌آوری کرده خود، پیشنهاد تغییر مثبت سیاست‌های مواد مخدر را به سازمان‌هایی که می‌توانند این تغییرات را اجرا کنند، می‌دهد. یکی از این تغییرات در گزارش سالانه ۲۰۱۵ آنها با عنوان «مجازات جایگزین برای مجرمان مصرف‌کننده مواد» ارائه شد. رزمادزه و همکارانش در بررسی گزارش ائ‌ام‌سی‌دی‌دی‌اِی از این ادعا حمایت کردند که زندانی کردن مصرف‌کنندگان مواد مخدر بار مالی زیادی بر دوش دولت‌ها وارد می‌کند و همچنین آسیب بیشتری به مصرف‌کنندگان مواد مخدر و خانواده‌های آنها وارد می‌کند. شواهد نشان می‌دهد که زندانی کردن مصرف‌کنندگان را جرم‌انگاری و تکرار جرم را ترویج می‌کند، در حالی که برنامه‌های درمان و توانبخشی گزینه بهتری برای ایمن نگه‌داشتن مصرف‌کننده مواد و عموم مردم است. این رویکرد جایگزین در قبال مصرف‌کنندگان مواد با دستورالعمل‌های سازمان ملل متحد در سال ۱۹۸۸ و شورای اتحادیه اروپا در سال ۲۰۱۲ مطابقت دارد.

## قدردانی‌ها
در سال ۲۰۱۳، انجمن کتابخانه آمریکا، سه نشریه EMCDDA را در میان اسناد دولتی قابل توجه سال ۲۰۱۲ به رسمیت شناخت.